# 阿沛·晋源
阿沛·晋源（1957年2月—），藏族，西藏拉萨人，无党派，中华人民共和国政治人物。阿沛·阿旺晋美的第五子（小儿子）。

## 生平
1976年高中毕业。1976年2月参加工作，成为西藏自治区堆龙德庆县东嘎公社知青。1978年2月，考入复旦大学新闻学系新闻专业学习。1982年2月，毕业并被分配为中国国际广播电台国内部编辑。1982年9月至1987年4月，调任中央人民广播电台民族部编辑。
1987年4月至1990年9月，任援助西藏发展基金会北京办公室副主任。其间，1987年2月至1989年2月，在北京第二外国语学院进修。1990年9月至1994年10月，任援助西藏发展基金会北京办公室主任（正处级）。1994年10月至2008年1月，任援助西藏发展基金会副秘书长（副厅级）。2008年1月至2009年11月，任西藏自治区民族宗教事务委员会副主任（正厅级）。2009年11月起，担任西藏自治区工商联主席、总商会会长。2013年1月，任西藏自治区政协副主席。
他是第十一届、十二届全国政协委员。2018年1月，当选第十三届全国政协委员。

## 家庭
- 父：阿沛·阿旺晋美[4]
- 妻：益西央宗，医学院毕业生。1993年时刚刚同阿沛·晋源结婚，并正在拉萨的西藏自治区卫生学校当教师。[2]